# Antonov An-38
De An-38 is een tweemotorig propellervliegtuig van de Oekraïense vliegtuigbouwer Antonov.
De An-38 is een verlengde en verbeterde versie van de Antonov An-28.

## Specificaties
- Bemanning: 2
- Passagiers: 27
- Lengte: 15,67 m
- Spanwijdte: 22,06 m
- Hoogte: 5,05 m
- Leeggewicht: 5.300 kg
- Maximum startgewicht: 9.500 kg
- Motor:2× Honeywell TPE331-14GR-801E
- Aantal motoren: 2
- Vermogen: 1.500 pk (1.118 kW) elk
- Maximumsnelheid: 405 km/h
- Kruissnelheid: 380 km/h
- Bereik: 1.750 km